# Körmendi Géza
Körmendi Géza (Tata, 1929. június 1. – Tata, 2015. január 21.) Apáczai Csere János-díjas tanár (2004), Csűry Bálint-díjas (1980) nyelvész, néprajzkutató, várostörténész, a Piarista Gimnázium diákja, 1967–1983 között az Eötvös József Gimnázium igazgatója.

## Életpályája
Általános és középiskolai tanulmányait is Tatán végezte el. Közben Bodmérre költöztek, ahonnan naponta vonatozott és gyalogolt be az iskolába. 1945-ben leventének, majd önkéntes katonának állt. Kisigmándon szolgált egy tábori pékségnél. A háború miatt először Ausztriába majd Csehországba került. Az amerikai hadsereg fogságba ejtette, akik átadták az oroszoknak. Így jutott el Máramarosszigetre. A háború után folytatta középiskolai tanulmányait. 1946-ban a piaristákhoz került vissza, és 1948-ig piarista diák volt. 1948-ban baleset érte, amikor egy vasúti szerencsétlenség következtében elveszítette fél karját, és egyik lába is károsodott. 1949-ben az állami gimnáziumban folytattam az iskolát. 1950-ben érettségizett. 1954-től Tarjánban tanított magyart és történelmet az általános iskolában. 1955-ben diplomázott a Pécsi Tanárképző Főiskola hallgatójaként. 1956-ban a munkástanács tagja volt. 1961-ben irodalmi színpadot szervezett. 1965-ben az Eötvös Loránd Tudományegyetemen magyar-történelem szakos oklevelet szerzett. 1965-ben Tatán kapott állást a gimnáziumban. 1967-ben etnográfus muzeológusi oklevelet is szerzett. 1967–1983 között az Eötvös József Gimnázium igazgatója volt. 1976-ban megalapította a Tata Baráti Köre szervezetet, amelyet 1976–1982 között elnökként vezetett. 1979-ben doktorált az Eötvös Loránd Tudományegyetemen. 1981–1991 között a Mozgáskorlátozottak Komárom- Megyei Egyesületének elnöke volt. 1989–2009 között a Tatai Gimnázium Öregdiákjainak Egyesülete alapító-elnöke volt.
Néprajzkutatói és helytörténészi munkájának eredményei tucatnyi önálló kötetben, több mint száz cikkben, tanulmányban váltak elérhetővé.

## Magánélete
1957-ben nősült; Hadnagy Izabella pedagógust vette el; két lányuk született: Izabella (1958-) és Noémi (1961-).

## Művei
- Tata (Komárom, 1985)
- Sportegyesületek és sportélet Tata-Tóvároson - 1910-1985 (Tata, 1987)[10]
- A tatai fazekasság története (Tatabánya, 1988)
- A tatai vízimalmok (Tata, 1988)[11]
- Paraszti élet a Duna két partján I-IV. (szerkesztő; Tatabánya, 1992)
- Tata és Tóváros története a két világháború között (Tata, 1998)
- Tata és Tóváros története 1939 és 1949 között (Tata, 2001)
- Fejezetek Tardos község történetéből (Motil Lászlóval; Tardos, 2005)
- Történetek Tatáról. Válogatott tanulmányok, cikkek a város múltjáról (Budapest, 2006)
- Tata, a vizek és a malmok városa (Budapest, 2007)
- A tatai gimnázium névtára. 1765-2007 (Budapest, 2007)
- Tata és környéke (Sopron, 2009)[12]
- Közök és utcasarkok Tata-Tóvároson (2010)
- Tatai patrióta 6.: Tatai és Tóvárosi kápolnák, templomok harangjainak története (Tata, 2014)
- Emlékek az életemből. Tata – Tóváros 1929–1989 (Tata, 2020)

## Díjai
- Kiváló Tanár (1975)
- Tata Városáért Díj (1979, 1995)
- Csűry Bálint-díj (1980)[14]
- Munka Érdemrend arany fokozata (1984)
- Magyar Köztársasági Arany Érdemkereszt (1994)
- Apáczai Csere János-díj (2004)
- Tata Város Zsigmond Király Díja (2013)
- Eötvös József-díj (2010)

## Emlékezete
- 2016-ban az Eötvös József Gimnázium első emeleti folyosóján emléktáblát avattak tiszteletére.[3]
- 2023-ban egykori otthonának falán is emléktáblát avattak.[6]